# فلف، دوق كارينثيا
فلف الثالث (بالألمانية: Welf III.)‏ (توفي. 13 نوفمبر 1055)؛ هو أخر فرد في أسرة فلف الأكبر من فرع شوابيا؛ كان دوق كارينثيا ومرغريف فيرونا منذ 1047 حتى وفاته.

## السيرة الذاتية
فلف هو ابن الوحيد لـ فلف الثاني من ألتدورف وإميزا اللوكسمبورغية ابنة الكونت فريدرش اللوكسمبورغي وابنة شقيق الإمبراطورة كونيغوند زوجة الإمبراطور هاينريش الثاني؛ تزوجت شقيقته الوحيدة كونيغوند (1020-1054) من مرغريف ألبرتو أزو الثاني هو أحد أفراد أسرة إستي الإيطالية وهما سلف أسرة غويلف الأصغر.
مع وفاة والده خلفه في ممتلكات ممتدة في شوابيا وبافاريا، ومن خلال تدخل عمته ريشليند الألتدورفية استطاع ورثة أملاك زوجها الراحل أدالبيرو الثاني من إبرسبرغ في 1045، ربما من خلال والدته إميزا والتدخل الإمبراطور هاينريش الثالث حصل على دوقية كارينثيا ومرغريفية فيرونا المجاورة بعد وفاة كونراد الأصغر في 1039 التي كانت على حد سواء من أملاك إمبراطور ساليان الشخصية.
رافق جنباً إلى جنب مع الدوق بريتسلاف الأول البوهيمي والإمبراطور هاينريش الثالث في حملته ضد أندراس الأول ملك المجر، وفي وقت لاحق وقف ضد الإمبراطور في مؤامرة حضرها المخلوع كونراد الأول، دوق بافاريا الذي تلقى الدعم من المجر، بحيث هاجم الكارينثيون مرغريفية ستيريا، ومع ذلك فشلت محاولة اغتيال هاينريش، وعندما أصبح الدوق فلف طيح الفراش كشف عن هذه الخطط.
فلف الثالث لم يتزوج أبداً وليس لديه أبناء، وتوفي في قلعة في بودمان على بحيرة كونستانس في 13 نوفمبر 1055، ودفن في دير فاينغارتن بحيث كانت والدته راهبة هناك، والتي بدروها ورثت أملاك الأسرة إلى حفيدها الدوق فلف الرابع ابن كونيغوند الألتدورفية وألبرتو أزو الثاني، وبذلك ذهبت أراضيه الموروثة إليه، وفي 1057 تنازل الحاكمة الوصية أغنيس الأقطانية عن دوقية كارينثيا لصالح كونراد الثالث سليل أسرة إزونيد.